# Liste des abbés de Lobbes

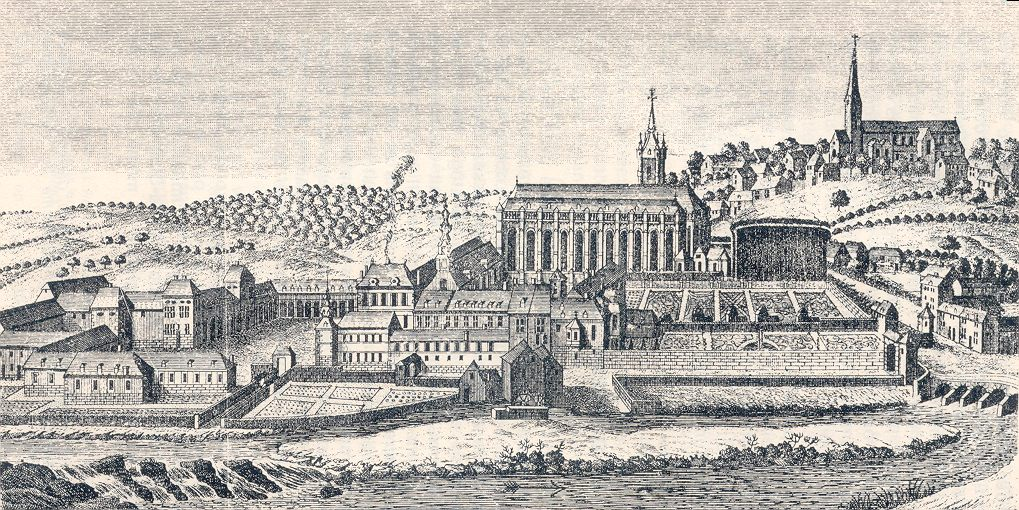
L’abbaye de Lobbes au XVIIIe siècle (en avant-plan: la Sambre)

Cet article présente la liste des abbés de l'abbaye Saint-Pierre de Lobbes. L'ancienne abbaye bénédictine fondée au VIIe siècle à Lobbes, près de Thuin (Belgique), joua un rôle de première importance dans la principauté de Liège. Incendiée et pillée par les révolutionnaires français secondés par les révolutionnaires locaux, elle cessa d'exister en 1794.

## Liste chronologique des abbés

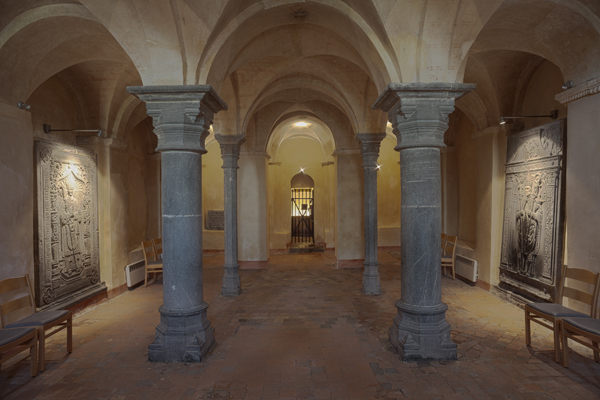
Crypte de la Collégiale Saint-Ursmer où étaient enterrés moines et abbés de Lobbes

1. Saint Landelin, vers 654, avec son compagnon saint Domitien, fondateur de l'abbaye.
2. Saint Ursmer I de 680 à 713.
3. Saint Ermin de 713 à 737.
4. Théoduin de 737 à 758.
5. Saint Théodulphe de 758 à 776.
6. Anson de 776 à 800.
7. Hildéric de 800 à 814. Il aurait usurpé le titre d'abbé.
8. Reineric (ou Ramnéric) de 814 à 821.
9. Fulrad de 821 à 826.
10. Egard de 826 à 835.
11. Harbert de 835 à 864.
12. Hubert I de 864 à 868.
13. Anségise de 868 à 871.
14. Carloman de 871 à 873.
15. Hilduin de 873 à 880.
16. Hugues I de 880 à 888.
17. Francon de 888 à 901.
18. Étienne de 901 à 920.
19. Hilduin de 920 à 922.
20. Richer ou Richard de 922 à 945.
21. Hugues II, évêque de Liège de 945 à 947.
22. Farabert de 947 à 953.
23. Rathier de 953 à 956.
24. Baldéric de 956 à 959.
25. Éracle de 959 à 960.
26. Aletran de 961 à 965. † 3 novembre 965.
27. Folcuin de 965 à 990.
28. Hériger de 990 à 1007.
29. Ingobrand de 1007 à 1020.
30. Richard de Saint-Vanne de 1020 à 1033.
31. Hugues III de 1033 à 1053. † 5 décembre 1053.
32. Adélard de 1054 à 1077. † 13 janvier 1077.
33. Arnulphe (ou Arnoul ou Arnould) de 1077 à 1094. † 22 juillet 1094.
34. Fulcard de 1084 à 1107. † 16 janvier 1107
35. Wautier I (ou Walter I) de 1107 à 1131.
36. Léonius de Furnes de 1131 à 1137. † 1163
37. Lambert de 1137 à 1149. † 6 septembre 1149.
38. Francon II de 1149 à 1163. † 29 octobre 1163.
39. Jean I de 1163 à 1179.
40. Lambert II de 1179 à 1180.
41. Wéric de 1179 à 1209. † 17 décembre 1209.
42. Robert de 1209 à 1221.
43. Hubert II de 1221 à 1222. † 7 mai 1222.
44. Radulphe I de 1222 à 1227.
45. Wautier II de Grart de 1227 à 1228.
46. Thomas I de 1228 à 1246.
47. Barthélemi I de 1246 à 1280.
48. Radulphe II de 1280 à 1282.
49. Thomas II de 1282 à 1287.
50. Wautier III de 1287 à 1288.
51. Philippe de 1288 à 1290.
52. Jacques de Binche de 1290 à 1313.
53. Jean II de 1313 à 1319.
54. Nicaise de 1319 à 1344.
55. Guillaume I de 1344 à 1359.
56. Pierre I de 1359 à 1365.
57. Pierre II de 1365 à 1372.
58. Nicolas de 1372 à 1374.
59. Jean III dit de Lorraine de 1374 à 1389.
60. Bertrand de Montigny de 1389 à 1409.
61. Gilles de Montigny de 1409 à 1445.
62. Jean IV Ansiel de 1445 à 1472.
63. Jean V d'Essen de 1472 à 1495.
64. Guillaume II Cordier de 1495 à 1524. † 15 octobre 1523.
65. Guillaume II Caulier de 1524 à 1550. † 1er août 1550.
66. Dominique Capron de 1550 à 1570.
67. Ermin II François de 1570 à 1598. † 28 mai 1598.
68. Michel William de 1598 à 1600. † 12 octobre 1600.
69. Guillaume IV Gilbart de 1601 à 1628. † 1er mai 1628.
70. Raphaël Baccart de 1628 à 1641. † 11 avril 1641.
71. Barthélemi II de Boussu de 1641 à 1650. † 26 avril 1650.
72. Lambert III Veris de 1650 à 1668. † 13 février 1668.
73. Pierre III de La Hamaide de 1668 à 1695. † 10 mai 1695.
74. Augustin Jonneaux de 1695 à 1707. † 25 juin 1707.
75. Ursmer II Rancelot de 1707 à 1718. † 8 décembre 1718.
76. François Goffart de 1718 à 1722. † 6 juin 1722.
77. Joseph I Robson de 1722 à 1728. † 24 février 1728.
78. Théodulphe II Barnabé de 1728 à 1752. † 14 décembre 1752.
79. Paul Dubois de 1753 à 1778. † 18 février 1778.
80. Joseph II Simon de 1778 à 1793.
81. Vulgise de Vignron (ou Vigneron) de 1793 à 1794 [1],[2].